# 埃弗拉因·华雷斯
埃弗拉因·华雷斯（西班牙語：Efraín Juárez，1988年2月22日—），墨西哥男子足球运动员，司职中场、后卫。他曾代表墨西哥国家队参加2010年国际足联世界杯，结果队伍止步十六强。